# The Man with a Cloak
The Man with a Cloak és una pel·lícula estatunidenca dirigida per Fletcher Markle, estrenada el 1951.

## Argument
Madeline Minot és una francesa que viatja fins al Nova York de 1848 per veure el seu avi. El troba en una situació gairebé desesperada, vivint en una gran mansió i sent controlat per una cruel majordoma que pretén assassinar-lo per quedar-se amb la seva fortuna. Desemparada, la jove Madeline rep l'ajuda d'un misteriós individu que, en el súmmum de la raresa argumental, resulta ser l'escriptor Edgar Allan Poe.

## Repartiment
- Joseph Cotten: Dupin
- Barbara Stanwyck: Lorna Bounty
- Louis Calhern: Charles Theverner
- Leslie Caron: Madeline Minot
- Joe De Santis: Martin
- Jim Backus: Flaherty
- Margaret Wycherly: Sra. Flynn
- Richard Hale: Durand
- Nicholas Joy: Dr. Roland
- Roy Roberts: El policia
- Mitchell Lewis: Zack

## Al voltant de la pel·lícula
Producció menor de la MGM, amb insulsos decorats d'època i un ritme de suspens una mica lent. Va ser la següent pel·lícula que va rodar la petita francesa Leslie Caron després d'Un americà a París, en un intent de distanciar-se dels seus papers en comèdies musicals.

## Galeria

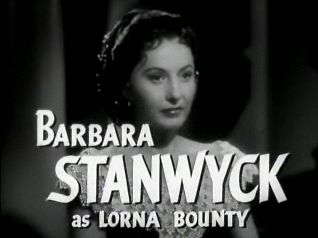
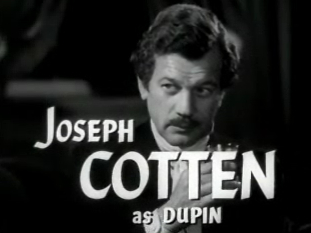
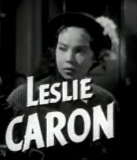